# Proizvod
Proizvod je konačni rezultat proizvodne djelatnosti koji, za razliku od usluge, postoji i nakon što je dovršen proces njegove proizvodnje. Proizvod je sve ono što može biti ponuđeno na tržištu da bi se zapazilo, nabavilo, upotrijebilo ili potrošilo kako bi moglo zadovoljiti želju ili potrebu. Proizvođenje određenih proizvoda na masovnoj skali je potaknula prva industrijska revolucija.
20. stoljeće je vrijeme u kojem reklame na televizijama se prvi put pojavljuju, što potiče još višoj proizvodnji raznih proizvoda.